# Les Gens de Smiley
Les Gens de Smiley (titre original : Smiley's People) est un roman d'espionnage de John le Carré publié en 1979. Il s'agit d'une suite aux romans La Taupe et Comme un collégien.

## Résumé
L'agent secret George Smiley est tiré de sa retraite lorsqu'il apprend la mort d'un vieil ami et collègue, le général estonien Vladimir, abattu alors qu'il se rendait à un rendez-vous avec des membres du Cirque. Le chef actuel du service,  Saul Enderby, et le conseiller en intelligence du ministre, Oliver Lacon, lui demandent alors d'enquêter sur le passé du général et les révélations qu'il se préparait à leur faire concernant l'agent secret soviétique et vieil adversaire de Smiley, Karla. 
Smiley se met en route, interroge des proches du général comme le jeune Vihlem, chargé par ce dernier d'une mission à Hambourg, et ses propres anciens amis, notamment Toby Esterhase, reconverti dans la vente d'art, et Connie Sachs, ex-responsable de la Recherche au sein du Cirque. Ses découvertes l'amènent au projet de chantage que le général et son ami et complice Otto Leipzig ont exécuté sur un fonctionnaire soviétique, Kirov, après que ce dernier ait approché une amie du général, vieille femme russe vivant à Paris, Mme Ostrakova, afin qu'elle autorise la sortie d'U.R.S.S. de sa fille Alexandra qu'elle n'avait pas vue depuis sa naissance. Parti en Allemagne, Smiley trouve Otto Leipzig mort après avoir été violemment torturé mais a tout de même accès à des documents dans lesquels Kirov, mis au pied du mur, révèle son rôle dans l'affaire Ostrakova. Aidé par son ancien protégé, Peter Guillam, Smiley arrive juste à temps pour sauver Mme Ostrakova de menaces de mort et lui apprend que sa fille et elle-même ont été les jouets d'un plan pour faire passer une jeune femme de l'U.R.S.S. en Suisse. Cette jeune femme n'est autre que la fille de Karla, Tatiana, devenue schizophrène à un stade avancé après que son père ait fait tuer sa mère. Inquiet pour sa santé, Karla l'a fait passer clandestinement dans une clinique à côté de Berne dont il paie les frais par l'intermédiaire d'un diplomate, Grigoriev qui visite Tatiana chaque semaine sous un faux nom. Après avoir obtenu, avec une certaine difficulté, le feu vert d'Enderby, George Smiley se rend à Berne avec Toby Esterhase et les anciens agents de celui-ci, dans l'intention de faire chanter Grigoriev au moyen de photos compromettantes, à la fois sur ses retraits d'argent illégaux et sur ses affaires extra-maritales. Grigoriev finit par coopérer et accepte de donner à son contact une lettre de Smiley à Karla où l'agent britannique révèle à son vieil ennemi qu'il a appris ses secrets et les rapportera en haut lieu s'il refuse de passer à l'Ouest, comme il lui avait proposé lors de leur rencontre à Delhi, des années auparavant. 
Avant de quitter Berne, Smiley rencontre Tatiana qui vit dans l'ombre des mystères de son père et le supplie de l'emmener avec lui. Karla cède à la pression de Smiley et passe la frontière à Berlin (là où commençait L'Espion qui venait du froid, un des premiers romans de Smiley) où l'attendent Smiley, Guillam et Esterhase. Les deux ennemis n'échangent pas un mot mais Karla rend à George le briquet qu'il lui avait volé à Delhi, ancien cadeau d'Ann, son épouse volage, dont il semble résolu à se séparer définitivement. Smiley ne ramasse pas le briquet et semble indifférent face à sa victoire.

## Adaptations
- 1982 : Les Gens de Smiley (en) (Smiley's People), mini-série télévisée britannique, avec Alec Guinness, Eileen Atkins, Michael Lonsdale et Patrick Stewart.